# Claude Tircuy de Corcelle
Claude Tircuy de Corcelle est un homme politique français né le 1er juillet 1768 à Gleizé et décédé le 21 juin 1843 à Paris. Il est le père de Francisque de Corcelle (1802-1892).

## Biographie
Élève de l'école militaire, il sert dans l'armée de Condé en 1792. Il revient en France en 1799, et reste à l'écart jusqu'en 1813, où il devient lieutenant colonel des gardes nationales du Rhône, chargé de défendre Lyon. Exilé en Suède en 1815, il revient en France en 1817.
Il est député du Rhône de 1819 à 1822, député de la Seine de 1828 à 1831 et député de Saône-et-Loire de 1831 à 1834. Il siège à gauche, signe l'adresse des 221 et rejoint l'opposition libérale à la Monarchie de Juillet.
Il est inhumé au cimetière du Père-Lachaise (8e division).

## Sources
- « Claude Tircuy de Corcelle », dans Adolphe Robert et Gaston Cougny, Dictionnaire des parlementaires français, Edgar Bourloton, 1889-1891 [détail de l’édition]